# Диво-пес Боббі
Диво-пес Боббі (англ. Bobbie the Wonder Dog, нар.1921—пом.1927) — пес, який здолав 4 105 км самостійно, щоб повернутися додому в Сілвертон, штат Орегон, США, після того, як він загубився, коли його власники відвідували сім'ю у місті Волкотт, штат Індіана. За оцінками газети Ripley's Believe it or Not, подорож могла досягати 4 800 км.

## Передісторія
У серпні 1923 року Френк та Елізабет Брейзер (англ. Brazier) із дочками Леоною та Новою відвідували родичів у Волкотті, штат Індіана. Їх дворічний пес Боббі (метис шотландської коллі та англійської вівчарки) був атакований трьома іншими собаками і втік. Після вичерпних пошуків сім'я Брейзер не змогла знайти Боббі і продовжила подорож, перш ніж повернутися додому в Орегон, очікуючи більше ніколи не побачити свого пса.

## Подорож додому
15 лютого 1924 року, через шість місяців після інциденту, Боббі повернувся до Сілвертона — брудний і кістлявий, зі стертими нігтями на лапах до нуля. Він показав усі ознаки того, що пройшов всю відстань, включаючи купання річок та перетин континентального розділення в найхолоднішу частину зими.
Під час подорожі він пройшов щонайменше 4 105 км рівнин, пустелі та гір взимку аби повернутися додому, в середньому приблизно 23 км на добу. Після повернення в Сілвертон він отримав шалену славу. Його історія привернула національну увагу і була опублікована в численних газетах.
Про нього писали газетні статті, зокрема «Ripley's Believe It or Not!», книги та фільми. Боббі зіграв себе в німому фільмі 1924 року «Поклик Заходу» (англ. The Call of the West). Він отримав сотні листів від людей по всьому світу і був удостоєний прикрашених ювелірними ременями та коміром, стрічками та ключами від міст.
Люди, котрі годували Боббі та прихищали його під час подорожі, написали родині, щоб розповісти про час, проведений з Боббі. Гуманне товариство Портленда змогло використати ці історії для складання відносно точного опису маршруту, яким пройшов Боббі.
Вони дійшли такого висновку: після повернення до Волкотта і не знайшовши своїх власників, Боббі спочатку прослідкував їх подальші подорожі на північний схід штату Індіана. Потім він прямував у декількох різних напрямках, мабуть, шукаючи їх запах. Зрештою він направився на захід.
Під час оригінальної поїздки Брейзер щовечора припаркували свою машину на СТО. Їх собака відвідав кожну з цих зупинок під час своєї подорожі, поряд з кількома будинками та табором для бездомних.
У Портленді ірландка певний час доглядала за ним, допомагаючи йому оговтатися від серйозних травм ніг та лап.

## Смерть і спадщина
Після своєї смерті в 1927 році, Боббі поховали у Портленді з почестями на кладовищі домашніх тварин Орегонського гуманного товариства в Портленді. Через тиждень німецький вівчар-кінозірка Рін Тін Тін поклав вінок до його могили. Його могилу захищає «вишуканий біло-червоний будиночок для собак», отриманий під час рекламного виступу на домашньому шоу в Портленді. Надгробний камінь перенесено за межі будинку для кращого огляду.
Щороку відданість Боббі відзначається під час дитячого параду домашніх тварин, який нагадує про особливе місце домашніх улюбленців у житті людей. Захід розпочався через кілька років після смерті Боббі, а перший парад очолив його син Пел. 21-метровий живопис на відкритому повітрі з історією Боббі є частиною серії фресок, які прикрашають стіни підприємств у Сільвертона.
Наприкінці 2012 року, реагуючи на громадські настрої про те, що місце його поховання в Портленді не належним чином вшановує його історію та його зв'язок з рідним містом, група місцевих розпочала масовий рух з метою репатріації останків Боббі в Сілвертон для перепоховання та меморіалізація.

## Зауваги
1. ↑  На підставі показань одометра. За оцінками Ріплі, він міг пройти 2 800 миль (4 500 км). Silverton Bobbie. Архів оригіналу за 1 березня 2011. Процитовано 26 березня 2012.